# Rudá de Andrade
Rudá Poronominare Galvão de Andrade (São Paulo, 25 de setembro de 1930 — Bragança Paulista, 27 de janeiro de 2009) foi um cineasta e escritor, filho de Oswald de Andrade e Patrícia Galvão (mais conhecida como Pagu).

## Nome
Batizado como Rudá Poronominare Galvão de Andrade, por seus pais, com um ano de idade, carregou em seu nome o espírito antropofágico que marcou a história do modernismo brasileiro. Carla Caruso, em seu trabalho sobre Oswald de Andrade, esclarece que Rudá é o nome do deus do amor e Poronominare é o nome indígena para um ser malicioso, humorístico. Os dois nomes são tirados de deuses da mitologia Tupiniquim. Rudá é o encarregado da reprodução de todos os seres vivos, tem a aparência de um guerreiro e vive nas nuvens. Poronominare é um herói mitológico que vive na Bacia do Rio Negro e teria sido o primeiro ser humano criado, o fundador das civilizações.

## Biografia
Rudá formou-se em cinema na Itália, onde trabalhou com Vittorio de Sica.
Em meados dos anos 1960, foi responsável pela criação do Departamento de Cinema da Escola de Comunicações e Artes da Universidade de São Paulo (ECA-USP), onde lecionou por dez anos.
Sob a orientação do crítico e ensaísta Paulo Emílio Salles Gomes, organizou o que viria a ser a Cinemateca Brasileira. Foi conservador da  Cinemateca Brasileira, da qual era também conselheiro.
No auge da ditadura, em 1970, Rudá de Andrade e amigos como Paulo Emílio e Francisco Luís Almeida Sales, empreenderam outro projeto ambicioso, o Museu da Imagem e do Som (São Paulo), o MIS, que dirigiu entre 1970 e 1981,  com a ideia de transformá-lo num polo de exibição de filmes fora do circuito comercial e de exposições de cunho histórico.
Na literatura, destacou-se em 1983, ao receber o 25º Prêmio Jabuti, na categoria  Biografia e/ou Memórias, por Cela 3 - A Grade Agride (ed. Globo, 2007), um livro autobiográfico de viagem a um mundo desconhecido: o das prisões europeias. Publicou também as obras completas do pai.
Foi comunista, atuou em sindicatos e, durante a ditadura, viveu um período na clandestinidade. Também escondeu  perseguidos políticos  em bordéis paulistanos e organizou  a fuga de alguns deles para fora do país.
Faleceu em 27 de janeiro de 2009, em decorrência de problemas cardíacos, aos 78 anos, em Bragança Paulista, no estado de São Paulo. Deixou sua esposa, Halina Kocubej, e três filhos - Cláudio, Gilda e Rudá.

## Filmografia
Rudá dirigiu três filmes: um sobre a festa de São Januário; outro sobre uma nadadora de Santos que morreu quando atravessava o Canal da Mancha e o terceiro sobre seu pai, Oswald de Andrade, que poucos amigos tiveram oportunidade de assistir. Também foi codiretor, juntamente com Marcelo Tassara, de Pagu-Livre na Imaginação, no Espaço e no Tempo (2001), sobre sua mãe, Patricia Galvão. O filme foi premiado na 28ª Jornada Internacional de Cinema da Bahia.

## Livros publicados
- 30 Anos de TV no Brasil
- Breve História do Cinema Tchecoslovaco. Cinemateca Brasileira.
- Cela 3 ,  1983